# Захарьин, Данила Романович
Данила Романович Захарьин-Юрьев (ум. 27 октября 1564) — окольничий в 1547—1549 годах, боярин с 1549 года, дворецкий с 1547 года воевода, старший из трёх сыновей окольничего и воеводы Романа Юрьевича Захарьина от брака с Ульяной Фёдоровной. Брат царицы Анастасии Романовны Захарьиной, первой жены Ивана Васильевича Грозного.

## Биография
В начале 1547 года Даниил Романович Захарьин получил чин окольничего и титул дворецкого. 3 февраля 1547 года присутствовал на свадьбе царя Ивана Грозного и своей младшей сестры Анастасии, где «перед великим князем ходил». В июле того же года упоминается в свите царя в его походе на Коломну против крымских татар.
3 ноября 1547 года присутствовал на свадьбе удельного князя Юрия Васильевича Углицкого и Ульяны Дмитриевны Палецкой, где «вино нёс в склянице в церковь».
В качестве дворецкого Данила Романович оповещал о царских указах, что видно из следующих надписей на несудимых грамотах: 
- 15 октября 1547 года — попам и церковным причтам в царских селах; на обороте грамоты вверху: «Божьею милостию Царь и Государь Великий Князь Иван Васильевич всея Русии»; по средине: «А приказал дворецкой Данило Романович»;
- 30 ноября 1548 года — Переяславскому Данилову монастырю о беспошлинном по городам пропуске 50 монастырских торговых подвод и о ежегодной даче этому монастырю руги; надпись: «Приговорил боярин и дворецкой Данило Романович». В поручной записи бояр и дворян по князе Иване Ивановиче Пронском о невыезде его из Русского государства, с обязательством уплатить в случае его побега 10000 рублей, на втором месте подписался Данила Романович Захарьин; выше его стоит подпись князя Фёдора Ивановича Скопина-Шуйского.

В декабре 1548 года Данила Романович участвовал в царском походе на Владимир и Нижний Новгород «для казанского дела».
В ноябре 1549 года Данила Романович участвовал во втором походе царя Ивана Грозного на Казанское ханство. В том же году был пожалован боярством.
В июле 1550 году Данила Романович ходил к Коломне «по крымским вестем». В апреле 1551 года был послан под командованием хана Шигалея к Казани вторым воеводой в большом полку. В апреле 1552 года Д. Р. Захарьин был отправлен в судовой рати на Казань с передовым полком, а в сентябре послан «от Казани… к Арскому и на арские места» с тем же полком вторым воеводой, усмирял нагорных черемисов и татар, затем соединился с главной русской ратью под предводительством царя Ивана Грозного, участвовал во взятии сильного острога за Арским полем, в 15 верстах от Казани, и был послан в Москву с известием о взятии столицы ханства.
Весной 1553 года, в первой половине марта, царь опасно заболел — у него сделалась «огневая болезнь», то есть горячка. Не надеясь выздороветь, он написал духовное завещание, в котором назначил преемником своего шестимесячного сына Дмитрия и потребовал, чтобы ему присягнули удельный князь Владимир Андреевич Старицкий (двоюродный брат царя) и все бояре. Однако князь Владимир Андреевич и большинство бояр отказались присягать. Окольничий Фёдор Григорьевич Адашев, отец Алексея (любимца царя) решился высказать умирающему царю о причине отказа: «Ведает Бог, да ты, государь: тебе, государю, и сыну твоему царевичу князю Дмитрию крест целуем, а Захарьиным нам, Данилу з братиею, не служивати; сын твой, государь наш, еще в пеленицех, а владеть нами Захарьиным Данилу з братиею; а мы уже от бояр до твоего возрасту беды видели многия».
На третий день Иван Грозный приказал боярам идти в Переднюю избу и целовать крест царевичу Дмитрию. У его постели остались князь Воротынский, Шереметев, Захарьины и другие присягнувшие бояре. Он обратился к ним с увещанием помнить, в случае его кончины, присягу. «Не дайте бояром сына моего извести никоторыми обычаи, побежите с ним в чужую землю, где Бог наставит». Затем, обратившись к Даниилу Романовичу и Василию Михайловичу Захарьиным, сказал им: «А вы, Захарьины, чего испужалися; али чаете, бояре вас пощадят? Вы от бояр первые мертвецы будете! И вы бы за сына моего, да и за матерь его умерли; а жены моей на поругание бояром не дали». В конце концов князь Владимир Андреевич поклялся в верности царевичу Димитрию; бояре тоже присягнули царевичу.
В июле 1553 года Данила Романович Захарьин-Юрьев участвовал в царском походе к Коломне против крымских татар в качестве дворового воеводы. В сентябре 1554 года был отправлен во Владимир с большим полком вторым воеводой для дальнейшего похода «в казанские места на луговых людей».
В 1555 году Данила Романович Захарьин-Юрьев во главе русского посольства ездил в Польшу. Он и его товарищи поднесли польскому королю и великому князю литовскому Сигизмунду II Августу подарки: кубки, кречетов и бубны; так как между кречетами не оказалось ни одного красного и притом они были больные, то король велел отослать подарки назад.
В июне 1555 года участвовал в царском походе на Коломну, а оттуда в Тулу, против крымского хана Девлет Герая. В 1556 году «з Дмитреева дни октебря 26-го» послан третьим воеводой с большим полком «на берег», в Калугу, «по крымским вестем».
В 1557 году боярин Д. Р. Захарьин-Юрьев был прислан «на первой срок» с передовым полком вторым воеводой «на берег» в Каширу. Зимой 1558 года был отправлен в Ливонию с большим полком вторым воеводой. В 1559 году дворовый воевода Данила Романович Захарьин находился при царе Иване Грозном во время его похода к Коломне против крымских татар.
В 1561 году царь Иван Грозный, вторично женившийся на кабардинской княжне Кученей-Марии Темрюковне, составил новое завещание. В опекунский совет при семилетнем царевиче Иване Ивановиче вошли бояре Д. Р. Захарьин-Юрьев, Василий Михайлович Захарьин-Юрьев, Иван Петрович Хирон Яковлев, Фёдор Иванович Колычёв Умной, князья Андрей Петрович Телятевский и Пётр Иванович Горенский.
В 1562 году ближнюю думу при царе составляли следующие бояре: князь Иван Дмитриевич Бельский, князь Иван Фёдорович Мстиславский, князь Василий Михайлович Глинский и Данила Романович Захарьин. Каждый из них носил звание наместника важнейших городов Русского государства. Даниил Романович назывался наместником тверским, а в 1563 году — дворецким московским и казанским. В 1562—1564 годах литовские вельможи часто присылали к митрополиту Московскому Макарию и к боярам — князю Ивану Михайловичу Шуйскому и Даниле Романовичу гонцов с просьбой о заключении перемирия.
В 1564 году Д. Р. Захарьин-Юрьев — второй воевода большого полка в Вязьме, «по литовским вестем». Находился в подчинении у служилого хана Шигалея и князя Ивана Дмитриевича Бельского. 12 сентября воеводы с полками выступили из Вязьмы к Великим Лукам «на спех». Это известие последнее — о его службе.
27 октября 1564 года Данила Романович Захарьин-Юрьев скончался, был погребён в Новоспасском монастыре.

## Семья
Данила Романович Захарьин был дважды женат. 1-я жена Анна упоминается на свадьбе удельного князя Юрия Васильевича Углицкого (брата царя Ивана Грозного) 3 ноября 1547 года находилась у постели. Она скончалась 8 июля 1552 года и была погребена в Новоспасском монастыре.
2-я жена Анна умерла 24 мая 1571 года, при нашествии на Москву и сожжении столицы крымским ханом Девлет-Гиреем, погребена тоже в Новоспасском монастыре.
Дети:
- Фетинья (ум. 1546), жена князя Фёдора Дмитриевича Шастунова
- Анна (ум. 1546/1547), жена князя Фёдора Васильевича Ноготкова-Оболенского
- Михаил (ум. 1 июля 1559/1560)
- Фёдор (ум. 24 мая 1571)
- Анна (ум. 1571)
- Иван (ум. 24 мая 1571)